# Héroe romántico
El héroe romántico es un arquetipo literario referido a un personaje que rechaza las convenciones y normas, que ha sido rechazado por la sociedad y que se pone a sí mismo en el centro de su propia existencia. Con frecuencia, el héroe romántico es el protagonista en una obra literaria, y el enfoque principal se centra en los pensamientos más que en las acciones del personaje.

## Características
De acuerdo con el crítico literario Northrop Frye, el héroe romántico es a menudo "puesto afuera de la estructura de la civilización y representa, por tanto, la fuerza de la naturaleza física, amoral o despiadada, si bien con un sentido de poder y, con frecuencia, de liderazgo, de los cuales la sociedad se ha empobrecido a sí misma al rechazarle". Otras características típicas del héroe romántico incluyen la introspección, el triunfo del individuo por sobre los "límites de las convenciones teológicas y sociales", wanderlust (pasión por descubrir el mundo), melancolía, misantropía, alienación y aislamiento. Otro rasgo común del héroe romántico, sin embargo, es el arrepentimiento por sus acciones y la autocrítica, que le llevan a menudo a la filantropía, impidiendo al personaje terminar románticamente.[cita requerida]
Separado, por lo general, de su familia biológica más realista y sensata y viviendo una vida rural y solitaria, es posible no obstante que el héroe romántico tenga un interés amoroso, persona que ha sufrido por largo tiempo, víctima de las tendencias rebeldes del héroe, sus destinos entrelazados a lo largo de las décadas, a veces desde su juventud hasta su muerte (por ejemplo, personajes como Tatyana Larina, Elizabeth Bennet, Eugenie Grandet y muchos otros).

## Historia
El personaje del héroe romántico comenzó a aparecer en la literatura durante el período romántico, en obras de autores tales como Lord Byron, Keats, Goethe o Pushkin, y es visto al menos en parte como respuesta a la Revolución Francesa. En tanto Napoleón, el "modelo viviente de un héroe", terminó siendo una decepción para muchos, la noción típica de que los héroes son defensores del orden social comenzó a ser cuestionada.

## Ejemplos
Algunos ejemplos literarios clásicos del héroe romántico son:
- El capitán Ahab de la novela de Herman Melville, Moby-Dick[4]
- El personaje principal del poema de Samuel Taylor Coleridge, The Rime of the Ancient Mariner
- Andrei Bolkonsky en la novela de León Tolstói, Guerra y paz[5]
- Ponyboy Curtis en la novela de S. E. Hinton, Rebeldes
- Edmond Dantès en la novela de aventuras de Alejandro Dumas (padre), El conde de Montecristo[6]
- El señor Darcy en la novela de Jane Austen, Orgullo y prejuicio[7]
- Víctor Frankenstein en la novela de Mary Shelley, Frankenstein
- Los personajes principales de los poemas narrativos de Lord Byron Don Juan[8] y Las peregrinaciones de Childe Harold[9]
- Gwynplaine en la novela de Victor Hugo, El hombre que ríe[10]
- "Hawkeye" (Ojo de halcón, Natty Bumppo) en la pentalogía de novelas históricas Leatherstocking Tales de James Fenimore Cooper
- Philip Marlowe en las siete novelas de Raymond Chandler sobre un detective de Los Ángeles[11]
- El personaje principal de la novela en verso de Pushkin, Eugenio Oneguin[12]
- Hester Prynne en la novela de Nathaniel Hawthorne, La letra escarlata
- El personaje principal de la novela de François-René Chateaubriand, René[13]
- Werther en la novela epistolar y vagamente autobiográfica de Goethe, Las penas del joven Werther[14]
- Fausto en el Fausto de Goethe[15]
- Sir Guy Morville en El heredero de Redclyffe (1853) de Charlotte Mary Yonge